# Pista ciclabile della Riviera Berica
La pista ciclabile della Riviera Berica è una pista ciclabile che collega Vicenza a Noventa Vicentina riutilizzando il sedime della tranvia Vicenza-Noventa-Montagnana. Il percorso è lungo 35 km ed è stata inserita tra gli itinerari riconosciuti dalla Regione Veneto e classificata come itinerario E7 con relativa segnaletica.

## Storia
Il servizio tranviario sulla linea Vicenza-Noventa-Montagnana fu soppresso nel 1978 per essere sostituito da un'autolinea.
A partire dagli anni ottanta, il sedime tranviario fu oggetto di un progetto di recupero come pista ciclabile. Gli ultimi binari presenti tra Ponte di Barbarano e Noventa Vicentina furono rimossi tra il 2009 e il 2010; successivamente si procedette alla sistemazione e all'asfaltatura del percorso.
La pista ciclabile è stata completata nel 2011.